# María Paula Castelli
María Paula Castelli (Buenos Aires, 23 de noviembre de 1972) es una exjugadora Argentina de hockey sobre césped y empresaria. Obtuvo dos medallas de oro en los Juegos Panamericanos (1991 y 1995). Fue Campeona del Mundo con la selección Junior sub-21 (1993) en Tarrasa, España y Subcampeona del Mundo con la selección Mayor en Dublín, Irlanda (1994). Obtuvo diploma Olímpico en los Juegos Olímpicos de Atlanta (1996).

## Títulos
- 1991, Medalla de oro en los Juegos Panamericanos (La Habana, Cuba).
- 1993, Medalla de oro en el Campeonato Mundial Junior (Tarrasa, Barcelona, España).
- 1994, Medalla de plata en el Campeonato Mundial (Dublín, Irlanda).
- 1995, Medalla de oro en los Juegos Panamericanos (Mar del Plata, Argentina).
- 1996, Diploma Olímpico en los  Juegos Olímpicos  (Atlanta, Estados Unidos).

## Premios y distinciones
- 1997, Premio Ole de Plata (hockey sobre césped).

## Biografía
Se inició en el Club Ciudad de Buenos Aires (Muni). En 1991, fue convocada a la selección mayor, ganando ese mismo año la medalla de oro en los Juegos Panamericanos de 1991. En 1995, repitió el logro en los Juegos Panamericanos de 1995, celebrados en Mar del Plata.
En 1996, integró el equipo de Las Leonas que participó en los Juegos Olímpicos de Atlanta, donde el equipo finalizó 7º obteniendo diploma olímpico.
Luego de su retiro en el alto rendimiento, se ha desempeñado en el área de los negocios; fundando en 1998 la marca Reves. La misma comenzó comercializando vestimenta de hockey.
En 2000, integró el equipo Invitación XI, formado entre importantes jugadoras el hockey argentino para enfrentar a Las Leonas, en un partido de homenaje, por la obtención de la medalla de plata en los Juegos Olímpicos de Sídney 2000.
En 2001, creó una sociedad junto con Sonia de Ignacio-Simó (exjugadora de la selección española de hockey) con el fin de desarrollar la marca Revés primero en España y luego en Europa. El negocio fue iniciado con los ahorros provenientes de las becas deportivas entregadas por la Secretaría de Deportes de la Nación.